# 真足蛇
真足蛇（學名：Eupodophis descouensi）是一種已滅絕的有足蛇種，約存活於白堊紀後期時代。真足蛇擁有兩隻腳，是一個介乎史前蜥蜴與現代無足蛇類之間的一個進化階段代表物種。從現存化石中可見真足蛇身長約有85公分，距今時間約為92,000,000年前。該化石於2000年被發現，發現地是位於黎巴嫩的一條小村莊al-Nammoura，化石本身藏於一塊石灰岩之中。
當時的生物家將化石移至格勒諾布爾，運用歐洲同步輻射裝置以同步加速器對化石進行X射線探測加以分析研究。研究人員判斷，化石中的真足蛇後腿約長0.8英寸，有明顯的腓骨、脛骨和股骨。不過這些骨質都已經有著退化的痕跡，這可能是後足對於蛇類的生活失去了本來的功能所致。

## 外部連結
- （英文）蛇類擁有後足的一個階段 （页面存档备份，存于）